# Petalocephala granulosa
Petalocephala granulosa är en insektsart som beskrevs av William Lucas Distant 1910. Petalocephala granulosa ingår i släktet Petalocephala och familjen dvärgstritar. Inga underarter finns listade i Catalogue of Life.